# Selmaladera opacipennis
Selmaladera opacipennis är en skalbaggsart som beskrevs av Frey 1973. Selmaladera opacipennis ingår i släktet Selmaladera och familjen Melolonthidae. Inga underarter finns listade i Catalogue of Life.